# Głodowo Wielkie
Głodowo Wielkie – wieś sołecka w Polsce położona w województwie mazowieckim, w powiecie nowodworskim, w gminie Nasielsk.
| SIMC    | Nazwa        | Rodzaj    |
| ------- | ------------ | --------- |
| 0119971 | Głodowo Małe | część wsi |

Wieś szlachecka Głodowo-Wielkie położona była w drugiej połowie XVI wieku w ziemi zakroczymskiej. W latach 1975–1998 miejscowość administracyjnie należała do województwa ciechanowskiego.